# Fera Radical
Fera Radical é uma telenovela brasileira produzida e exibida pela TV Globo de 28 de março a 18 de novembro de 1988, em 203 capítulos. Substituindo Bambolê, foi substituída por Vida Nova, sendo a 35ª "novela das seis" exibida pela emissora. 
Escrita por Walther Negrão, com colaboração de Ricardo Linhares, Luís Carlos Fusco e Rose Calza, teve direção de Gonzaga Blota (geral), Denise Saraceni e Fernando R. de Souza. A trama foi inspirada na peça A Visita da Velha Senhora, do suíço Friedrich Dürrenmatt, que também inspirou as novelas Cavalo de Aço, Os Inocentes e Chocolate com Pimenta. A trama de Fera Radical e Cavalo de Aço são idênticas, mas com o sexo dos protagonistas invertidos.
Contou com as atuações de Malu Mader, José Mayer, Paulo Goulart, Yara Amaral, Laura Cardoso, Thales Pan Chacon, Carla Camurati e Elias Gleizer.

## Enredo
Chamas, fogo e a casa que queima em meio a gritos, correria e desespero. Imagens gravadas para sempre por uma menina. Mesmo hoje – 15 anos mais tarde – Cláudia (Gabriela Bicalho/Malu Mader) ainda se assusta com as cenas presenciadas, que voltam sempre em repetidos pesadelos. Mesmo longe – Rio Novo ficou esquecida no passado – no conforto de Ipanema, Rio de Janeiro, a agora jovem Cláudia não perdoa seus algozes. O massacre de sua família, pai (Julio Braga), mãe (Ilse Rodrigues) e irmãos (Cláudio Alves e Karine Moura), precisa ser vingado, para cumprir a promessa feita a si própria. Obstinada, prepara-se para voltar à pequena cidade de Rio Novo, empregada em uma das fazendas possível e provavelmente envolvidas no seu triste passado. No meio a tantas dúvidas, apenas uma certeza: quer descobrir os verdadeiros culpados e se vingar de cada um deles. Mas o grande mistério está em descobrir quem são esses culpados.
A pequena cidade de Rio Novo cresceu apenas o suficiente para manter o frigorífico, que pertence às fazendas Olho D'Água e Gaibu, de Altino Flores (Paulo Goulart) e Donato Orsini (Elias Gleizer), respectivamente os poderosos da região. Tem uma população flutuante de jovens, filhos de fazendeiros, que estudam na Escola de Agronomia da cidade e moram na pensão de Lourdes (Cleyde Blota) e Robério (Older Cazarré). Mas são os jovens das duas famílias – Flores e Orsini – quem conduzem a história. De um lado, os irmãos Fernando (José Mayer) e Heitor (Thales Pan Chacon). Do outro, Marília (Carla Camurati), filha de Donato, que fica noiva de Heitor, selando a amizade entre seus pais. Distante dali, no Rio, moram Olívia (Denise Del Vecchio), filha mais velha de Altino, seu marido Jorge Mendes (Rodrigo Santiago), um mau-caráter, e os filhos Rafael (George Otto) e Ana Paula (Cláudia Abreu). Além de Cláudia e Marta (Laura Cardoso), que a acolheu e criou depois do massacre dos seus pais, dando-lhe todo carinho e conforto possíveis.
Ao articular a destruição de todos que a fizeram sofrer, Cláudia se defronta com a amizade leal de Altino, que se vê preso a uma cadeira de rodas desde a noite da chacina, e o ódio de Joana (Yara Amaral), mulher de Altino. Tal ódio aumenta quando ela descobre quem é Cláudia e que ela vive com Marta, antigo amor de Altino, cujo romance no passado gerou Olívia, criada por ela. Mas os planos de Cláudia podem vir por terra quando ela se envolve com os filhos de Altino, Fernando e Heitor, e se sente arrebatada pelo amor de Fernando.

## Elenco
| Ator/Atriz         | Personagem                                |
| ------------------ | ----------------------------------------- |
| Malu Mader         | Cláudia da Silva / Cláudia Esteves Borges |
| José Mayer         | Fernando Flores                           |
| Paulo Goulart      | Altino Flores                             |
| Yara Amaral        | Joana Flores                              |
| Laura Cardoso      | Marta / Mirtes                            |
| Thales Pan Chacon  | Heitor Flores                             |
| Carla Camurati     | Marília Orsini                            |
| Elias Gleizer      | Donato Orsini                             |
| Denise Del Vecchio | Olívia Flores Mendes                      |
| Rodrigo Santiago   | Jorge Mendes                              |
| Cláudia Abreu      | Ana Paula Flores Mendes                   |
| Tato Gabus Mendes  | Paxá                                      |
| Cláudia Magno      | Victória Regina Fernandes (Vicky)         |
| Older Cazarré      | Robério Fernandes                         |
| Cleyde Blota       | Lourdes Fernandes                         |
| Alexandra Marzo    | Elizabeth Cristina Fernandes (Beth)       |
| George Otto        | Rafael Flores Mendes                      |
| Luiz Maçãs         | Luiz Eduardo Lins Albuquerque (Dudu)      |
| Raul Gazolla       | Marcelo                                   |
| Chica Xavier       | Júlia                                     |
| Milton Gonçalves   | Damasceno Righi Salomão                   |
| Reynaldo Gonzaga   | Vítor Menezes                             |
| Daúde              | Jacy                                      |
| Carlos Kroeber     | Dr. Nogueira                              |
| Henri Pagnoncelli  | Juca Boas Maneiras                        |
| José Prata         | Etelvino[carece de fontes?]               |
| Lícia Magna        | Dulce                                     |
| Vera Paxie         | Tânia                                     |
| Vera Brito         | Vera                                      |
| Zezé Fassina       | Crislaine                                 |
| Pedro Cassador     | Evaldo                                    |

### Participações Especiais
| Ator                    | Personagem |
| ----------------------- | --- |
| Abraão Ribeiro          | Ribamar (um dos peões que trabalham para Cláudia no sitio)                                                                                |
| Adilson Barros          | Jorjão (caminhoneiro que socorre Olívia na estrada quando o carro dela quebra)                                                            |
| Alexandra Publins       | Rosa (do núcleo jovem de Rio Novo) |
| Aloísio de Abreu        | colega de trabalho de Cláudia |
| Ana C. Rodrigues        | do núcleo jovem de Rio Novo |
| Ângela Tornatore        | funcionária do frigorífico |
| Angelito Mello          | Célio Cruz (fazendeiro procurado por Jorge que acaba o expulsando de sua fazenda)                                                         |
| Antônio C. Iglesias Jr. | Altino Flores Neto (filho de Cláudia e Fernando)                                                                                          |
| Antônio Viana           | do núcleo jovem de Rio Novo |
| Augusto Olímpio         | Cochicho (Moraes, antigo funcionário de Altino procurado por Jorge quando este quer incriminar os Flores)                                 |
| Auricéia Araújo         | moradora de Rio Novo com quem Lourdes conversa durante o velório de Joana                                                                 |
| Bel Garcia              | Mônica (do núcleo jovem de Rio Novo) |
| Benjamin Cattan         | Dr. Geraldo Lima (advogado de defesa de Cláudia e velho amigo de Marta)                                                                   |
| Bia Gemal               | Helô (amiga de Rafael) |
| Carlos H. Donescau      | do núcleo jovem de Rio Novo |
| Cazuza                  | ele mesmo (se apresenta na reinauguração da Arqueria Sherwood)                                                                            |
| Chico Expedito          | Zeca (um dos peões que trabalham para Cláudia no sitio)                                                                                   |
| Cláudio Alves           | irmão da Cláudia |
| Dary Reis               | João Peru (juiz de paz no cartório de Rio Novo)                                                                                           |
| Djalma B. de Lima       | ele mesmo (leiloeiro de cavalos) |
| Evandro Mesquita        | Alex (amigo de Cláudia que participa de um concurso de arco e flecha e se envolve com Ana Paula)                                          |
| Fátima Café             | funcionária do frigorifico |
| Felipe Donovan          | Luiz (fisioterapeuta de Altino quando ele retoma o tratamento para voltar a andar)                                                        |
| Fernanda Marmorato      | Nandinha (Fernanda, do núcleo jovem de Rio Novo)                                                                                          |
| Fenando Amaral          | padre no enterro de Joana |
| Fernando José           | Dr. Rui (médico de São Paulo com quem Altino se consulta, parceiro do Dr. Freitas)                                                        |
| Francisco Dantas        | Dr. Paulo (médico de Altino que vai atendê-lo na fazenda Olho D'Agua)                                                                     |
| Fredy Monteiro          | funcionário do frigorifico |
| Gabriela Bicalho        | Cláudia da Silva (criança) |
| Geraldo Carbutti        | inspetor da escola de agronomia |
| Guaracy Valente         | Ramires (motorista de Heitor no Rio) |
| Guto Garrera            | um dos peões durante a chacina no sitio de Chico da Silva                                                                                 |
| Helder Carneiro         | funcionário do frigorifico |
| Helena de Castro        | Neuza (empregada na Gaibú) |
| Hemílcio Fróes          | médico que cuida de Betty quando ela perde o bebê                                                                                         |
| Ilse Rodrigues          | mãe da Cláudia |
| Joana Rocha             | Tiana (empregada na Olho D'Agua) |
| João Camargo Lima       | do núcleo jovem de Rio Novo |
| Jorge Luís da Silva     | funcionário do frigorifico |
| José A. Branco          | Dr. Freitas (médico de São Paulo com quem Altino se consulta, parceiro do Dr. Rui)                                                        |
| José Steinberg          | médico com quem Marília se consulta ao passar mal quando Donato desconfia de que ela esteja grávida                                       |
| Júlio Braga             | Chico da Silva (pai de Cláudia) |
| Kadu Karneiro           | do núcleo jovem de Rio Novo |
| Karine Moura            | irmã de Cláudia |
| Kate Hansen             | Marines (mulher de Amauri, casal paulistano amigo de Heitor, no início)                                                                   |
| Kauê Kajally            | César (do núcleo jovem de Rio Novo) |
| Lana Francis            | do núcleo jovem de Rio Novo |
| Leila Pinheiro          | ela mesma (se apresenta na Arqueria Sherwood)                                                                                             |
| Lenita Mordach          | empregada na Gaibú |
| Leonardo José           | Raul Osório (comparsa de Jorge que continua a tratar de negócios com Rafael)                                                              |
| Ludoval Campos          | promotor no julgamento de Cláudia |
| Lutero Luiz             | juiz no julgamento de Cláudia |
| Marcelo Picchi          | Dr. Mário (médico-chefe na Santa Casa de Rio Novo, cuida de Cláudia quando ela é baleada)                                                 |
| Márcia Rodrigues        | Estela Lins e Albuquerque (mãe de Dudu que financia a Arqueria Sherwood para ele e Paxá com quem se envolveu sem o conhecimento do filho) |
| Marino Jardim           | porteiro do prédio de Heitor no Rio |
| Miguel Rosenberg        | dá carona a Cláudia quando ela foge após a morte de Joana e a assedia                                                                     |
| Mônica Nicola           | funcionária do frigorifico |
| Nana Caymmi             | ela mesma (se apresenta num piano-bar onde Estela e Paxá se encontram)                                                                    |
| Odenir Fraga            | segurança na casa de Jorge |
| Paloma Riani            | Sílvia (do núcleo jovem de Rio Novo) |
| Paulo Leite             | Dr. Jair (médico que leva Joana a clinica psiquiátrica)                                                                                   |
| Pedro Pimentel          | do núcleo jovem de Rio Novo |
| Raul Toledo             | César (amigo de Rafael) |
| Renato Neves            | Renato (do núcleo jovem de Rio Novo) |
| Rodrigo Octávio         | do núcleo jovem de Rio Novo |
| Ruth de Souza           | Cecília (enfermeira-chefe na Santa Casa de Rio Novo)                                                                                      |
| Sandro Solviat          | caminhoneiro bêbado que assedia Olívia |
| Sérgio Reis             | ele mesmo (se apresenta num rodeio que Fernando participa)                                                                                |
| Simone Brandão          | Luísa (ex-namorada de Rafael com quem volta a se envolver                                                                                 |
| William Gavião          | Pedro (do núcleo jovem de Rio Novo) |
| Yvan Mesquita           | Dr. Henrique (médico que atende Joana na fazenda quando ela passa mal)                                                                    |
| Zé Preá                 | juiz de paz de Rio Novo que casa Betty e Rafael                                                                                           |
| Zezé Bigois             | funcionário do frigorifico |

## Produção
Em 1988, o desejo da Globo era manter no horário das 6 as tramas de época. Alcides Nogueira foi convocado para escrever uma novela nesta faixa chamada Amor perfeito. Com Maurício Sherman na direção, Amor Perfeito estava na seleção de elenco quando Boni, à época vice-presidente de operações da TV Globo e Daniel Filho, diretor da Central Globo de Produções determinaram o seu engavetamento por conta das trocas de comando e também dos custos elevados (estavam previstas reconstituições da Guerra do Paraguai, em 1865). Sherman foi substituído por Paulo Ubiratan e Walther Negrão foi recrutado às pressas para assumir o horário.
Walther Negrão foi chamado às pressas para ocupar o horário após Bambolê. A sinopse da história foi desenvolvida a partir de um projeto engavetado chamado O centauro. Já a protagonista teve inspiração na peça A Visita da Velha Senhora, do suíço Friedrich Dürrenmatt, que ele também usou para escrever Cavalo de Aço, novela exibida pela TV Globo em 1973.
A história teve títulos provisórios de A Intrusa e A vingança. O nome escolhido Fera Radical é uma expressão comum entre surfistas e que significava vencedor.
Ricardo Linhares mudou-se para São Paulo para trabalhar como colaborador de Walther Negrão em Fera Radical, em um período em que a máquina de escrever e o carbono eram os instrumentos de trabalho dos escritores. Nada de internet ou computador.
Fera Radical foi o último trabalho da atriz Yara Amaral, que morreu pouco mais de um mês após o término da novela, no naufrágio do Bateau Mouche IV, no Rio de Janeiro, no réveillon de 1988/89.
A novela foi gravada nos antigos estúdios da Cinédia em Jacarepaguá, zona oeste do Rio. Já as cenas na fictícia cidade de Rio Novo, foram gravadas na cidade de Vassouras, no interior fluminense. Já a pensão dos personagens Lurdes e Robério, se localizava no Retiro dos Artistas, no bairro da Pechincha, no Rio de Janeiro, enquanto que as cenas no sítio da protagonista Cláudia foram gravadas na Rural Rio em Paciência, igualmente na Zona Oeste da capital fluminense.
Vários cantores fizeram participações especiais na novela: Cazuza e Leila Pinheiro apresentaram-se na Arqueria Sherwood, de Paxá e Vicky, e Nana Caymmi apresentou-se numa boate do Rio de Janeiro, enquanto Sérgio Reis gravou cenas no palanque da Rural Rio, de Paciência, onde ocorreu a festa-rodeio em que Fernando saiu como vencedor.

## Exibição
Foi reexibida pelo Vale a Pena Ver de Novo de 16 de dezembro de 1991 a 8 de maio de 1992, substituindo Cambalacho e sendo substituída por Vale Tudo, em 105 capítulos.
Foi reexibida pelo Vídeo Show, no quadro Novelão, em duas oportunidades: de 28 de janeiro a 8 de fevereiro de 2013, e de 23 a 27 de fevereiro de 2015, esta última exibição com narração de Malu Mader.
Foi reexibida na íntegra pelo Viva no período de 5 de junho de 2017 até 26 de janeiro de 2018, substituindo Torre de Babel, e sendo substituída por Sinhá Moça, às 14h30 e 01h15. Cinco anos após a sua reprise, a novela ganhou uma reexibição pelo Viva 80 (versão fast do canal por assinatura), sendo exibida de 27 de novembro de 2023 a 6 de setembro de 2024 e foi substituída por Água Viva, se tornando uma das primeiras tramas a inaugurar o novo canal.

### Exibição internacional
Fera Radical foi exibida em mais de 30 países, como Alemanha, Angola, Argentina, Áustria, Canadá, Chile, Espanha, Grécia, Guatemala, Nicarágua, Rússia, Suíça, Estados Unidos, Porto Rico e Turquia.

### Outras Mídias
Em 17 de agosto de 2020, foi disponibilizada na íntegra no Globoplay, como parte do Projeto Resgate.

## Trilha Sonora

### Nacional
Capa: Carla Camurati
| N.º            | Título                | Música                      | Personagem         | Duração |  |
| 1.             | "Verdades e Mentiras" | Maria Bethânia              | Cláudia            | 3:42    |  |
| 2.             | "A Cura"              | Lulu Santos                 | Cláudia            | 4:33    |  |
| 3.             | "Sonhos"              | Jane Duboc                  | Cláudia e Fernando | 4:05    |  |
| 4.             | "Más Companhias"      | Virginie e o Fruto Proibido | Ana Paula          | 3:41    |  |
| 5.             | "Castigo"             | Eduardo Dusek               | Robério e Lourdes  | 2:06    |  |
| 6.             | "Cremoso"             | César Camargo Mariano       | Joana              | 3:20    |  |
| 7.             | "Peão"                | Almir Sater                 | Altino             | 3:12    |  |
| 8.             | "Me Faz Bem"          | Gal Costa                   | Marília            | 3:21    |  |
| 9.             | "Tabuleiro"           | Sá & Guarabira              | Fernando           | 3:33    |  |
| 10.            | "Vida Fácil"          | Cazuza                      | Paxá               | 3:45    |  |
| 11.            | "Paraíso"             | Mú                          | Heitor             | 3:30    |  |
| 12.            | "Sobrou Pra Mim"      | Tunai                       | Betty              | 3:03    |  |
| 13.            | "Pedaços"             | João Caetano                | Olívia             | 4:11    |  |
| 14.            | "Fera Radical"        | Solange                     | Abertura           | 3:24    |  |
| Duração total: | Duração total:        | Duração total:              | Duração total:     | 47:26   |  |

### Internacional
Capa: José Mayer
| N.º            | Título                                                   | Música                            | Personagem                  | Duração |  |
| 1.             | "She's Like the Wind" (com participação de Wendy Fraser) | Patrick Swayze                    | Ana Paula                   | 3:51    |  |
| 2.             | "Get Outta My Dreams, Get Into My Car"                   | Billy Ocean                       | Geral                       | 3:51    |  |
| 3.             | "(You Make Me Feel Like A) Natural Woman"                | Carrie Hamilton e Yutaka Tadokoro | Cláudia e Fernando          | 3:23    |  |
| 4.             | "Living in a Box"                                        | Living in a Box                   |                             | 3:00    |  |
| 5.             | "That's What Love is All About"                          | Michael Bolton                    | Marília e Heitor            | 3:51    |  |
| 6.             | "Lessons in Love"                                        | Level 42                          | Cláudia                     | 3:41    |  |
| 7.             | "Magic Emotions"                                         | Joel Paul Drade                   | Altino e Marta              | 4:01    |  |
| 8.             | "Love Changes Everything"                                | Climie Fisher                     | Rafael                      | 3:47    |  |
| 9.             | "Tell It to My Heart"                                    | Taylor Dayne                      |                             | 3:34    |  |
| 10.            | "Just a Little Love"                                     | Rainier Hoeglmeier                |                             | 2:40    |  |
| 11.            | "Promises"                                               | Basia                             | Paxá                        | 4:03    |  |
| 12.            | "Special Way"                                            | Kool & The Gang                   | Vicky e depois Betty e Dudu | 4:50    |  |
| 13.            | "Watch Your Step"                                        | Star                              |                             | 2:34    |  |
| 14.            | "Mary's Prayer"                                          | Danny Wilson                      |                             | 3:53    |  |
| Duração total: | Duração total:                                           | Duração total:                    | Duração total:              | 51:21   |  |